# Hàm chỉnh hình

Một lưới hình chữ nhật (trên) và ảnh của nó qua một ánh xạ bảo giác f (dưới).

Trong toán học, một hàm chỉnh hình (ánh xạ bảo giác) là một hàm nhận giá trị phức của một hay nhiều biến phức mà tại mọi điểm trong tập xác định, nó khả vi phức trong một lân cận của điểm đó. Sự tồn tại của đạo hàm phức trong một lân cận là một điều kiện rất chặt, từ đó ta suy ra bất kì hàm chỉnh hình nào đều khả vi vô hạn và bằng chuỗi Taylor của nó cục bộ (hàm giải tích). Hàm chỉnh hình là đối tượng nghiên cứu chính trong giải tích phức.
Mặc dù cụm từ hàm giải tích thường được sử dụng thay cho "hàm chỉnh hình", nó được sử dụng theo nghĩa rộng hơn để chỉ bất kì hàm số nào (thực, phức hay những loại khác) có thể viết được dưới dạng một chuỗi lũy thừa hội tụ trên một lân cận của mỗi điểm trong tập xác định của hàm số đó. Một định lý quan trọng trong giải tích phức đó là mọi hàm chỉnh hình đều là hàm giải tích phức, và ngược lại.
Hàm chỉnh hình đôi khi còn được gọi là hàm chính quy. Một hàm chỉnh hình có tập xác định là toàn bộ mặt phẳng phức được gọi là một hàm nguyên. Cụm từ "chỉnh hình tại z0" không chỉ có nghĩa là khả vi tại z0, mà là khả vi tại mọi điểm trong một lân cận của nào đó z0 trên mặt phẳng phức.

## Định nghĩa

Hàm số không khả vi phức tại không vì giá trị của thay đổi tùy thuộc vào hướng tiếp cận đến không. Trên trục thực, f có giá trị bằng hàm số g(z) = z và giới hạn là 1, trong khi trên trục ảo, f bằng hàm số h(z) = −z và có giới hạn bằng −1. Những phương khác cũng cho các giới hạn khác nhau.

Với hàm một biến phức f nhận giá trị phức, đạo hàm của f tại z0 trong tập xác định của nó được định nghĩa bởi  giới hạn
{\displaystyle f'(z_{0})=\lim _{z\to z_{0}}{f(z)-f(z_{0}) \over z-z_{0}}.}
Công thức này giống với định nghĩa đạo hàm của hàm số thực, trừ việc tất cả đại lượng đều nhận giá trị phức. Cụ thể hơn, giới hạn được lấy khi số phức ztiếp cận z0, và phải có cùng một giá trị cho mọi dãy số phức tiến về z0 trên mặt phẳng phức. Nếu giới hạn đó tồn tại, ta nói f khả vi phức tại z0. Định nghĩa này của tính khả vi phức có nhiều điểm chung với khả vi thực: nó tuyến tính và tuân theo quy tắc nhân, quy tắc chia, và quy tắc hàm hợp.
Nếu f khả vi phức tại mọi điểm z0 trong một tập mở U, ta nói f chỉnh hình trên U. Hàm f được gọi là chỉnh hình tại điểm z0 nếu f khả vi phức trên một lân cận nào đó của z0. Ta nói f chỉnh hình trên một tập A không mở nếu như nó chỉnh hình trên một tập mở chứa A. Một ví dụ, hàm số z khả vi phức tại đúng một điểm (z0 = 0), và vì thế, nó không chỉnh hình tại 0 vì f không khả vi phức trên tập mở nào chứa 0 cả.
Mối liên hệ giữa tính khả vi thực và phức như sau. Nếu một hàm phức f(x + i y) = u(x, y) + i v(x, y) chỉnh hình, thì u và v có đạo hàm riêng cấp một đối với x và y, và thỏa mãn phương trình Cauchy–Riemann:
{\displaystyle {\frac {\partial u}{\partial x}}={\frac {\partial v}{\partial y}}\qquad \mathrm {v{\grave {a}}} \qquad {\frac {\partial u}{\partial y}}=-{\frac {\partial v}{\partial x}}\,}
Một cách khác tương đương là, đạo hàm Wirtinger của f đối với số phức liên hợp của z bằng không:
{\displaystyle {\frac {\partial f}{\partial {\overline {z}}}}=0,}
từ đây ta có thể tạm nói rằng, f độc lập với số phức liên hợp của z.
Nếu không có giả thiết về tính liên tục, điều ngược lại không nhất thiết đúng. Một mệnh đề đảo đơn giản là nếu u và v có đạo hàm riêng bậc nhất liên tục vào thỏa mãn phương trình Cauchy–Riemann thì f là chỉnh hình. Một mệnh đề đảo mạnh hơn, và cũng khó chứng minh hơn rất nhiều, là định lý Looman–Menchoff: nếu f liên tục, u và v có đạo hàm riêng bậc nhất (không nhất thiết liên tục), và thỏa mãn phương trình Cauchy–Riemann thì f là chỉnh hình.
Một hàm song chỉnh hình là một hàm chỉnh hình song ánh sao cho hàm ngược của nó cũng là một hàm chỉnh hình.

## Thuật ngữ
Cụm từ "chỉnh hình" (tiếng Anh: holomorphic) được đưa ra lần đầu bởi hai học sinh của Cauchy, Briot (1817–1882) và Bouquet (1819–1895), và có nguồn gốc từ tiếng Hy Lạp ὅλος (holos) nghĩa là "toàn bộ", và μορφή (morphē) nghĩa là "dạng" hay "hình dáng".
Ngày nay, cụm từ "hàm chỉnh hình" đôi khi còn được gọi là "hàm giải tích". Một kết quả quan trọng trong giải tích phức đó là mọi hàm chỉnh hình đều là giải tích phức, một điều không hoàn toàn hiển nhiên từ định nghĩa. Cụm từ "giải tích" được sử dụng khá phổ biến nhưng mang ý nghĩa rộng hơn.

## Tính chất
Vì phép lấy đạo hàm phức là tuyến tính và tuân theo quy tắc nhân, chia và hợp nên tổng, tích và hợp của các hàm chỉnh hình là chỉnh hình, và thương của hai hàm chỉnh hình là chỉnh hình khi mẫu số khác không.
Nếu thay vì C ta xét tập R2, thì hàm chỉnh hình tương đương với hàm hai biến thực với đạo hàm bậc nhất liên tục thỏa mãn phương trình Cauchy–Riemann, một hệ hai phương trình vi phân riêng phầns.
Mọi hàm chỉnh hình đều có thể chia thành phần thực và phần ảo, và mỗi phần như thế đều là nghiệm của phương trình Laplace trên R2. Nói cách khác, nếu ta biểu diễn một hàm chỉnh hình f(z) dưới dạng u(x, y) + i v(x, y) thì cả u và v là các hàm điều hòa, trong đó v là liên hợp điều hòa của u.
Từ Định lý tích phân Cauchy ta suy ra tích phân chu tuyến của một hàm chỉnh hình theo một vòng lặp tiêu biến:
{\displaystyle \oint \limits _{\gamma }f(z)\,dz=0.}
Ở đây γ là một đường cong trong một tập con mở đơn liên U trên mặt phẳng phức C có điểm bắt đầu trùng với điểm kết thúc, và f: U → C là một hàm chỉnh hình.
Công thức tích phân Cauchy phát biểu rằng mọi hàm chỉnh hình trong một hình tròn hoàn toàn được xác định bởi giá trị của nó trên đường biên của hình tròn. Hơn nữa: Giả sử U là một tập con mở của C, f: U → C là một hàm chỉnh hình và hình tròn khép kín D = {z: | z − z0 | ≤ r} nằm hoàn toàn trong U. Đặt γ là đường tròn tạo nên rìa ngoài của D. Khi ấy với mọi a ở trong D:
{\displaystyle f(a)={\frac {1}{2\pi i}}\oint \limits _{\gamma }{\frac {f(z)}{z-a}}\,dz}
ở đây tích phân chu tuyến được lấy ngược chiều kim đồng hồ.
Đạo hàm f′(a) có thể được viết dưới dạng một tích phân chu tuyến sử dụng công thức tích phân Cauchy:
{\displaystyle f'(a)={1 \over 2\pi i}\oint \limits _{\gamma }{f(z) \over (z-a)^{2}}\,dz,}
với mọi vòng lặp đơn dương quay quanh a đúng một lần, và
{\displaystyle f'(a)=\lim \limits _{\gamma \to a}{\frac {i}{2{\mathcal {A}}(\gamma )}}\oint \limits _{\gamma }f(z)d{\bar {z}},}
với vòng lặp γ dương nhỏ vô cùng quanh a.
Ở những vùng có đạo hàm bậc nhất khác không, hàm chỉnh hình có thể coi là bảo giác theo nghĩa là chúng giữ nguyên góc và hình dạng (nhưng không phải kích thước) của những hình nhỏ.
Mọi hàm chỉnh hình đều là giải tích. Nghĩa là, hàm chỉnh hình f có đạo hàm vô hạn tại mọi điểm a trong tập xác định của nó, và nó bằng chuỗi Taylor của nó tại a trong một lân cận chứa a. Thực ra, f bằng với chuỗi Taylor của nó tại a trong bất kỳ hình tròn nào có tâm tại a và nằm trong tập xác định của hàm f.
Dưới góc nhìn đại số, tập các hàm chỉnh hình trên một tập mở là một vành giao hoán và không gian vectơ phức. Thêm vào đó, tập các hàm chỉnh hình trên một tập mở U là một vành nguyên khi và chỉ khi tập U liên thông.
Dưới góc nhìn hình học, một hàm f chỉnh hình tại z0 khi và chỉ khi đạo hàm ngoài df trong một lân cận U của z0 bằng f′(z) dz với một hàm liên tục f' nào đó. Từ
{\displaystyle \textstyle 0=d^{2}f=d(f^{\prime }dz)=df^{\prime }\wedge dz}
ta suy ra df' cũng tỉ lệ với dz, có nghĩa là đạo hàm f' cũng chỉnh hình và f khả vi vô hạn lần. Tương tự, từ d(f dz) = f′ dz ∧ dz = 0 ta suy ra bất kì hàm chỉnh hình f nào trên vùng đơn liên U cũng khả tích trên U. Cụ thể hơn, với đường γ từ z0 đến znằm trong U, định nghĩa
{\displaystyle \textstyle F_{\gamma }(z)=F_{0}+\int _{\gamma }fdz};
khi ấy sử dụng định lý đường cong Jordan và định lý Stokes tổng quát, Fγ(z) không phụ thuộc vào việc lựa chọn đường đi γ, và F(z) là một hàm trên U thỏa F(z0) = F0 và dF = f dz.)

## Ví dụ
Tất cả hàm đa thức biến zvới hệ số phức đều là chỉnh hình trên C, cũng như các hàm sin, cosin và hàm mũ. (Các hàm lượng giác thực chất có liên hệ mật thiết và có thể được định nghĩa bằng hàm mũ sử dụng công thức Euler). Nhánh chính của hàm logarit phức chỉnh hình trên tập C ∖ {z ∈ R: z ≤ 0}. Hàm căn bậc hai có thể được định nghĩa bằng:
{\displaystyle {\sqrt {z}}=e^{{\frac {1}{2}}\log z}}
và vì thế nó chỉnh hình khi log(z) chỉnh hình. Hàm 1/z chỉnh hình trên {z: z ≠ 0}.
Một hệ quả của phương trình Cauchy–Riemann, một hàm chỉnh hình nhận giá trị thực phải là hàm hằng. Vì thế, giá trị tuyệt đối của z, acgumen của z, phần thực của zvà phần ảo của zđều không phải hàm chỉnh hình. Một ví dụ điển hình khác của hàm liên tục nhưng không chỉnh hình là hàm số phức liên hợp z.

## Nhiều biến
Định nghĩa của hàm chỉnh hình mở rộng cho nhiều biến phức theo một cách tự nhiên. Ký hiệu D là một tập con mở của Cn, và hàm số f: D → C. Hàm số f được gọi là giải tích tại điểm p trong D nếu tồn tại một lân cận mở của p mà trong đó f bằng với chuỗi lũy thừa hội tụ theo n biến phức.  Định nghĩa f là chỉnh hình khi và chỉ khi nó giải tích tại mọi điểm trong tập xác định của nó. Bổ đề Osgood cho ta (sử dụng công thức tích phân Cauchy nhiều biến), với hàm f liên tục, điều này tương đương với f chỉnh hình theo từng biến riêng biệt (nghĩa là nếu bất kỳ n − 1 ẩn được cố định, thì f là chỉnh hình theo biến còn lại). Định lý Hartogs khó hơn rất nhiều chứng minh rằng giả thiết liên tục là không cần thiết: f chỉnh hình khi và chỉ khi nó chỉnh hình theo từng biến riêng biệt.
Tổng quát hơn, một hàm nhiều biến phức bình phương khả tích trên mọi tập con compact của tập xác định là giải tích khi và chỉ khi nó thỏa mãn phương trình Cauchy–Riemann theo từng biến.
Hàm nhiều biến phức trong nhiều trường hợp phức tạp hơn so với hàm một biến phức. Ví dụ, vùng hội tụ của một chuỗi lũy thừa không nhất thiết là một quả cầu mở; những vùng này là các miền Reinhardt, ví dụ đơn giản nhất là một đa đĩa. Tuy nhiên, chúng có những điều kiện nhất định. Không như hàm một biến phức, tập xác định có thể mà trên đó tồn tại hàm chỉnh hình không thể được mở rộng ra tập xác định lớn hơn là rất ít. Một tập như thế được gọi là một miền chỉnh hình.

## Mở rộng sang giải tích hàm
Khái niệm hàm chỉnh hình có thể được mở rộng sang không gian vô hạn chiều của giải tích hàm. Ví dụ, đạo hàm Fréchet hay Gateaux có thể được sử dụng để định nghĩa hàm chỉnh hình trên một không gian Banach trên trường số phức.